# Троянівська сільська рада (Борисовський район)
Троянівська сільська рада (біл. Траянаўскі сельсавет) — колишня адміністративно-територіальна одиниця в складі Борисовського району розташована в Мінській області Білорусі. Адміністративним центром було село — Троянівка.
Троянівська сільська рада була розташована на межі центральної Білорусі, на північному сході Мінської області орієнтовне розташування — супутникові знімки, на північний схід від районного центру Борисов.
Рішенням Мінської обласної ради депутатів від 28 травня 2013 року, щодо змін адміністративно-територіального устрою Мінської області, сільську раду було ліквідовано.
До складу сільради входили 20 населених пунктів:
- Борсуки • Високий Берег • Височани • Запруддя • Іванківщина • Копачівка • Кравцова Нива • Курган • Максимівка • Михеївка • Мостище • Новосели • Осове • Погоріле • Рубіж • Селище • Стотківщина • Стотсберг • Троянівка • Фролівка.